# Ban-de-Laveline
Ban-de-Laveline település Franciaországban, Vosges megyében. Lakosainak száma 1163 fő (2022. január 1.). Ban-de-Laveline Bertrimoutier, Raves, Sainte-Marie-aux-Mines, Coinches, La Croix-aux-Mines és Gemaingoutte községekkel határos.

## Népesség
A település népességének változása:
| Lakosok száma | 1293 | 1238 | 1257 | 1211 | 1205 | 1199 | 1193 | 1183 | 1163 |
|               | 2013 | 2015 | 2016 | 2017 | 2018 | 2019 | 2020 | 2021 | 2022 |